# Tsogni
Tsogni ist eine Stadt in der Provinz Nyanga im Süden Gabuns. Mit rund 12.000 Einwohnern (Berechnung 2008) ist sie zweitgrößte Stadt der Provinz und zwölftgrößte Stadt des Landes.

## Belege
1. ↑  Archivierte Kopie (Memento des Originals vom 12. Dezember 2015 im Internet Archive)  Info: Der Archivlink wurde automatisch eingesetzt und noch nicht geprüft. Bitte prüfe Original- und Archivlink gemäß Anleitung und entferne dann diesen Hinweis.